# Jakov Puljić
Jakov Puljić (Vinkovci, 4 agosto 1993) è un calciatore croato, attaccante della Puskás Akadémia.

## Caratteristiche tecniche
È una seconda punta.

## Carriera

### Club
Cresciuto nelle giovanili del Cibalia, ha esordito il 21 marzo 2012 in un match pareggiato 1-1 contro l'Inter Zaprešić.

## Statistiche

### Presenze e reti nei club
Statistiche aggiornate al 3 novembre 2017.
| Stagione                   | Squadra                    | Campionato                 | Campionato | Campionato | Coppe nazionali | Coppe nazionali | Coppe nazionali | Coppe continentali | Coppe continentali | Coppe continentali | Altre coppe | Altre coppe | Altre coppe | Totale | Totale | Totale |
| Stagione                   | Squadra                    | Comp                       | Pres       | Reti       | Comp            | Pres            | Reti            | Comp               | Pres               | Reti               | Comp        | Pres        | Reti        | Pres   | Reti   |        |
| -------------------------- | -------------------------- | -------------------------- | ---------- | ---------- | --------------- | --------------- | --------------- | ------------------ | ------------------ | ------------------ | ----------- | ----------- | ----------- | ------ | ------ | ------ |
| 2011-2012                  | Cibalia                    | 1HNL                       | 9          | 0          | HNK             | 2               | 0               |                    | -                  | -                  |             | -           | -           | 11     | 0      |        |
| 2012-2013                  | Cibalia                    | 1HNL                       | 20         | 1          | HNK             | 3               | 1               |                    | -                  | -                  |             | -           | -           | 23     | 2      |        |
| 2013-2014                  | Cibalia                    | 2HNL                       | 27+2       | 3+1        | HNK             | 1               | 0               |                    | -                  | -                  |             | -           | -           | 30     | 4      |        |
| 2014-2015                  | Cibalia                    | 2HNL                       | 27         | 16         | HNK             | 2               | 3               |                    | -                  | -                  |             | -           | -           | 29     | 19     |        |
| Totale Cibalia Vinkovci    | Totale Cibalia Vinkovci    | Totale Cibalia Vinkovci    | 85         | 21         |                 | 8               | 4               |                    | -                  | -                  |             | -           | -           | 93     | 25     |        |
| 2015-gen. 2016             | Lokomotiva Zagabria        | 1HNL                       | 13         | 0          | HNK             | 2               | 0               | UEL                | 0                  | 0                  |             | -           | -           | 15     | 0      |        |
| gen.-giu. 2016             | Inter Zaprešić             | 1HNL                       | 12         | 2          | HNK             | 1               | 0               |                    | -                  | -                  |             | -           | -           | 13     | 2      |        |
| ago. 2016                  | Lokomotiva Zagabria        | 1HNL                       | 0          | 0          | HNK             | 0               | 0               | UEL                | 2                  | 0                  |             | -           | -           | 2      | 0      |        |
| Totale Lokomotiva Zagabria | Totale Lokomotiva Zagabria | Totale Lokomotiva Zagabria | 50         | 17         |                 | 3               | 2               |                    | -                  | -                  |             | -           | -           | 53     | 19     |        |
| 2016-2017                  | Inter Zaprešić             | 1HNL                       | 31         | 11         | HNK             | 2               | 2               |                    | -                  | -                  |             | -           | -           | 33     | 13     |        |
| ago. 2017                  | Inter Zaprešić             | 1HNL                       | 7          | 4          | HNK             | 0               | 0               |                    | -                  | -                  |             | -           | -           | 7      | 4      |        |
| Totale Inter Zaprešić      | Totale Inter Zaprešić      | Totale Inter Zaprešić      | 85         | 21         |                 | 8               | 4               |                    | -                  | -                  |             | -           | -           | 93     | 25     |        |
| 2017-2018                  | Rijeka                     | 1HNL                       | 4          | 0          | HNK             | 1               | 1               | UEL                | 2                  | 0                  |             | -           | -           | 7      | 0      |        |
| Totale carriera            | Totale carriera            | Totale carriera            | 152        | 38         |                 | 14              | 7               |                    | 4                  | 0                  |             | -           | -           | 170    | 45     |        |

## Palmarès

### Club

#### Competizioni nazionali
- Coppa di Croazia: 1

Rijeka: 2018-2019